# 716
Năm 716 trong lịch Julius.